# Canton du Marensin-Sud
Le canton du Marensin-Sud est une circonscription électorale française du département des Landes.

## Histoire
Un nouveau découpage territorial des Landes entre en vigueur à l'occasion des élections départementales de 2015. Il est défini par le décret du 18 février 2014, en application des lois du 17 mai 2013 (loi organique 2013-402 et loi 2013-403). Les conseillers départementaux sont, à compter de ces élections, élus au scrutin majoritaire binominal mixte. Les électeurs de chaque canton élisent au Conseil départemental, nouvelle appellation du Conseil général, deux membres de sexe différent, qui se présentent en binôme de candidats. Les conseillers départementaux sont élus pour 6 ans au scrutin binominal majoritaire à deux tours, l'accès au second tour nécessitant 12,5 % des inscrits au 1er tour. En outre la totalité des conseillers départementaux est renouvelée. Ce nouveau mode de scrutin nécessite un redécoupage des cantons dont le nombre est divisé par deux avec arrondi à l'unité impaire supérieure si ce nombre n'est pas entier impair, assorti de conditions de seuils minimaux. Dans les Landes, le nombre de cantons passe ainsi de 30 à 15.
Le canton du Marensin-Sud est formé de communes des anciens cantons de Soustons (11 communes) et de Dax-Nord (1 commune). Il est entièrement inclus dans l'arrondissement de Dax. Le bureau centralisateur est situé à Soustons.

## Représentation
| Période élective | Période élective | Mandat | Mandat   | Identité         | Nuance | Nuance | Qualité                                                                                  |
| ---------------- | ---------------- | ------ | -------- | ---------------- | ------ | ------ | ---------------------------------------------------------------------------------------- |
| 2015             | 2021             | 2015   | 2021     | Lionel Camblanne |        | LR     | Directeur Conseil financier aux collectivités Maire de Seignosse (2014-2020)             |
| 2015             | 2021             | 2015   | 2021     | Anne-Marie Dauga |        | LR     | Retraitée Conseillère municipale d'opposition de Soustons (2008-2020)                    |
| 2021             | 2028             | 2021   | en cours | Cyril Gayssot    |        | PS     | Chef d'entreprise, conseiller municipal de Saint-Geours-de-Maremne                       |
| 2021             | 2028             | 2021   | en cours | Sandra Tollis    |        | PS     | Cadre commerciale pour un laboratoire pharmaceutique, conseillère municipale de Soustons |

### Résultats détaillés

#### Élections de mars 2015
À l'issue du 1er tour des élections départementales de 2015, deux binômes sont en ballottage : Lionel Camblanne et Anne-Marie Dauga (Union de la Droite, 38,9 %) et Arnaud Pinatel et Hélène Sarriquet (PS, 33,02 %). Le taux de participation est de 54,84 % (13 154 votants sur 23 984 inscrits) contre 57,2 % au niveau départemental et 50,17 % au niveau national.
Au second tour, Lionel Camblanne et Anne-Marie Dauga (Union de la Droite) sont élus avec 56,34 % des suffrages exprimés et un taux de participation de 55,65 % (6 945 voix pour 13 289 votants et 23 880 inscrits).
Lionel Camblanne a quitté LR et a adhéré à Agir.

#### Élections de juin 2021
Le premier tour des élections départementales de 2021 est marqué par un très faible taux de participation (33,26 % au niveau national). Dans le canton du Marensin-Sud, ce taux de participation est de 37,08 % (10 070 votants sur 27 159 inscrits) contre 40,28 % au niveau départemental. À l'issue de ce premier tour, deux binômes sont en ballottage : Cyril Gayssot et Sandra Tollis (Union à gauche, 34,48 %) et Claudia Bergere et Lionel Camblanne (Union à droite, 23,85 %).
Le second tour des élections est marqué une nouvelle fois par une abstention massive équivalente au premier tour. Les taux de participation sont de 34,36 % au niveau national, 40,68 % dans le département et 38,25 % dans le canton du Marensin-Sud. Cyril Gayssot et Sandra Tollis (Union à gauche) sont élus avec 53,55 % des suffrages exprimés (5 108 voix pour 10 387 votants et 27 159 inscrits),,.

## Composition
Le canton du Marensin-Sud comprend douze communes.
| Nom                              | Code Insee | Intercommunalité             | Superficie (km2) | Population (dernière pop. légale) | Densité (hab./km2) | Modifier                                    |
| -------------------------------- | ---------- | ---------------------------- | ---------------- | --------------------------------- | ------------------ | ------------------------------------------- |
| Soustons (bureau centralisateur) | 40310      | CC de Maremne-Adour-Côte-Sud | 100,38           | 8 445 (2022)                      | 84                 | modifier les données · modifier les données |
| Angresse                         | 40004      | CC de Maremne-Adour-Côte-Sud | 7,68             | 2 241 (2022)                      | 292                | modifier les données · modifier les données |
| Azur                             | 40021      | CC de Maremne-Adour-Côte-Sud | 16,94            | 973 (2022)                        | 57                 | modifier les données · modifier les données |
| Magescq                          | 40168      | CC de Maremne-Adour-Côte-Sud | 77,12            | 2 602 (2022)                      | 34                 | modifier les données · modifier les données |
| Messanges                        | 40181      | CC de Maremne-Adour-Côte-Sud | 34,00            | 1 038 (2022)                      | 31                 | modifier les données · modifier les données |
| Moliets-et-Maa                   | 40187      | CC de Maremne-Adour-Côte-Sud | 27,66            | 1 303 (2022)                      | 47                 | modifier les données · modifier les données |
| Saint-Geours-de-Maremne          | 40261      | CC de Maremne-Adour-Côte-Sud | 42,90            | 2 946 (2022)                      | 69                 | modifier les données · modifier les données |
| Saubusse                         | 40293      | CC de Maremne-Adour-Côte-Sud | 10,53            | 1 099 (2022)                      | 104                | modifier les données · modifier les données |
| Seignosse                        | 40296      | CC de Maremne-Adour-Côte-Sud | 35,09            | 3 914 (2022)                      | 112                | modifier les données · modifier les données |
| Soorts-Hossegor                  | 40304      | CC de Maremne-Adour-Côte-Sud | 14,51            | 3 669 (2022)                      | 253                | modifier les données · modifier les données |
| Tosse                            | 40317      | CC de Maremne-Adour-Côte-Sud | 17,94            | 3 455 (2022)                      | 193                | modifier les données · modifier les données |
| Vieux-Boucau-les-Bains           | 40328      | CC de Maremne-Adour-Côte-Sud | 4,25             | 1 682 (2022)                      | 396                | modifier les données · modifier les données |
| Canton du Marensin-Sud           | 4009       |                              | 389,00           | 33 367 (2022)                     | 86                 | modifier les données                        |

## Démographie
En 2022, le canton comptait 33 367 habitants, en évolution de +9,82 % par rapport à 2016 (Landes : +5,78 %, France hors Mayotte : +2,11 %).
| 2013   | 2018   | 2022   |
| ------ | ------ | ------ |
| 28 797 | 31 280 | 33 367 |